# Száll a kakukk fészkére (film)
A Száll a kakukk fészkére (eredeti cím: One Flew Over the Cuckoo's Nest) 1975-ben bemutatott, színes amerikai filmdráma, Ken Kesey azonos című regényének adaptációja Miloš Forman rendezésében. Ken Kesey veteránkórházi munkatapasztalatait írta meg a regényben.
A cselekmény egy elmegyógyintézetben játszódik, ide küldik rehabilitációra a vad fegyencet, Randle P. McMurphyt. Itt a szadista Ratched nővér kezei közé kerül, de betegtársai közreműködésével lázadást szít ellene. Ratched nővér szerepét Jane Fonda, Anne Bancroft, Ellen Burstyn és Faye Dunaway is visszautasította. A filmet Kesey nem nézte meg, mert nem Bromden főnök nézőpontjából van elmesélve a történet. A produkció Oscar-történelmet írt: az Ez történt egy éjszaka (1934) után ez volt a második film, amely elnyerte az öt legfontosabb díj (legjobb film, rendezés, színész, színésznő és forgatókönyvíró) mindegyikét. Ezt a sort 1991-ben A bárányok hallgatnak című alkotás követte. Kirk Douglas évek óta a filmjogok birtokában volt, de mire megkezdték a forgatást, már túl öregnek érezte magát a főszerephez. Fia, Michael Douglas lett a film producere, aki megkapta érte az első Oscar-díját.

## Tartalom
|  | Alább a cselekmény részletei következnek! |

A vagány Patrick McMurphyt átszállítják egy büntető-rabgazdaságból az elmegyógyintézetbe, hogy megállapítsák, szimuláns-e vagy tényleg beteg. Megérkezése után hamar az ápoltak hangadójává válik.
Az osztály mindennapjait Ratched főnővér irányítja, aki 3+1 fekete ápolója segítségével tartja fenn a rendet. McMurphy folyamatosan provokálja őt, kisebb lázadásokat szít az ápoltak között, amelyek mind Ratched hatalma és tekintélye megdöntésére irányulnak, pedig csak a kinti demokratikus szokásokat akarja érvényesíteni. Az elítélt nagyot nőtt társai szemében, amikor a zuhanyzóban lévő százkilós csaptelepet próbálta kihajítani a rácsozott ablakon. Bár ez nem sikerül neki – túl nehéz a csaptelep –, ezután a súlyos szerkezet a szökés fontos szimbólumává vált.
Egyik uszodai terápiás foglalkozáson McMurphy megfenyegeti az egyik ápolót, hogy a hátralévő 68 napos büntetésének letelte után megvárja a kinti életben, és megtorolja a rajta esett sérelmeket. Az ápoló ekkor közli Mackel, hogy a gyógyintézet másképp működik, innen csak akkor szabadulhat, amikor gyógyultnak nyilvánítják, nem pedig börtönbüntetése lejártával. McMurphy ezután magába száll, és az egyik csoportterápiás foglalkozáson szembesül a ténnyel, hogy kár volt szimulálnia, drágábban megfizet bűneiért, holott társai legtöbbje önként vállalja a gyógykezelést, pedig bármikor szabadon eltávozhatnának.
Az intézetben bevett szokás „rezgetést” (elektrosokk-terápiát) alkalmazni, amikor is az őrjöngő beteget lekötözik, majd halántékához elektromos párnákat szorítva, elektrosokkal epilepsziás rohamot idéznek elő. Ezután a kezelt nyugodtabbá válik, rövidebb emlékezet-kihagyásai lesznek, a hosszabb távon alkalmazott gyakori sokkolás következtében pedig a kezelt szellemileg teljesen leépül.
Az egyik rezgetésre várva McMurphy felfedezi, hogy az indián származású óriás, a Főnök valójában nem is süketnéma, csupán éveken keresztül megtévesztette az osztály lakóit és dolgozóit. Közösen elhatározzák, hogy Kanadába szöknek.
Egyik éjjel Mac elhívja Candy nevű nőismerősét és annak barátnőjét az intézethez, majd az éjszakai ápolót megvesztegetve a két lány bemászhat az épületbe, magukkal hozva számos palack alkoholos italt. McMurphy elintézi, hogy Candy lefeküdjön Billy Bibbittel, aki szorongásai miatt került az intézetbe.
Az osztályon nagy banzájt rendeznek, törnek-zúznak, az ápoltak berúgnak, az éjszakás ápoló kétségbeesésében leissza magát. Mac és a Főnök fel akarja használni az alkalmat a szökésre, de amíg a nagy aktus végére várnak, lerészegedve elalszanak a nyitott ablak mellett.
Reggel Ratched nővér a szétvert osztályra érkezik, Billyt meztelenül találja Candyvel. Makulátlan, koronaszerű főkötőjét bemocskolva, megtaposva találja. A labilis, ismét dadogó fiatalembert megfenyegeti, hogy elmondja a történeteket az anyjának, aki ettől teljesen összeomlik, és egy összetört üvegpohárral elvágja a saját torkát.
McMurphy szeretett barátja halála után ráveti magát a főnővérre, és majdnem megfojtja, de az egyik ápoló husánggal leüti.
Kevéssel később, az egyik éjjel az ápoltak arról vitatkoznak, hogy mi lett Mac további sorsa. Egyikük tudni véli, hogy az elítélt két őrt leütve elszökött az alagsoron át, míg másikuk szerint a zárt osztályra került.
A Főnök késő éjjel arra ébred, hogy McMurphyt visszaviszik az osztályra. Odalopakodva elmondja, hogy felkészült a szökésre. Nem kap választ, ekkor észreveszi, hogy Mac fején friss seb van, lobotómiát végeztek rajta, kivágva agya egyik részét, vegetáló élőhalottá tették.
A Főnök elmondja a magáról sem tudó Macnek, hogy nem hagyja így itt, majd egy párnát szorítva McMurphy arcára megfojtja barátját.
A többi ápolt arra ébred, hogy a Főnök felszakítja a zuhanyzóban lévő százkilós csaptelepet, kihajítja a rácsos ablakon, ezzel szabaddá téve a kijáratot, és megszökik.
|  | Itt a vége a cselekmény részletezésének! |

## Szereplők
| Színész             | Szerep                  | Magyar hang               | Magyar hang               |
| Színész             | Szerep                  | 1. magyar változat (1977) | 2. magyar változat (1998) |
| ------------------- | ----------------------- | ------------------------- | ------------------------- |
| Jack Nicholson      | Randle Patrick McMurphy | Ujréti László             | Kaszás Attila             |
| Louise Fletcher     | Mildred Ratched nővér   | Moór Marianna             | Bodnár Erika              |
| William Redfield    | Dale Harding            | Fülöp Zsigmond            | Rosta Sándor              |
| Dean R. Brooks      | Dr. John Spivey         | Tyll Attila               | Makay Sándor              |
| Scatman Crothers    | Orderly Turkle          | Szoó György               | Gesztesi Károly           |
| Danny DeVito        | Martini                 | Gálvölgyi János           | Kerekes József            |
| William Duell       | Jim Sefelt              | Végvári Tamás             | Leisen Antal              |
| Brad Dourif         | Billy Bibbit            | Maros Gábor               | Széles Tamás              |
| Sydney Lassick      | Charlie Cheswick        | Petrik József             | Harkányi Endre            |
| Christopher Lloyd   | Taber                   | Fonyó István              | Rajkai Zoltán             |
| Delos V. Smith, Jr. | Scanlon                 | Képessy József            | Csuha Lajos               |
| Will Sampson        | Bromden indián „főnök”  | Bujtor István             | Vikidál Gyula             |
| Vincent Schiavelli  | Frederickson            | Tahi Tóth László          | Galbenisz Tomasz          |
| Nathan George       | Washington ápoló        | Kertész Péter             | Hankó Attila              |
| Mwako Cumbuka       | Warren ápoló            | Benkő Péter               | Galkó Balázs              |
| Josip Elic          | Bancini                 | Szabó Ottó                | Pethes Csaba              |
| Alonzo Brown        | Miller ápoló            | Láng József               | Mikula Sándor             |
| Mimi Sarkisian      | Pilbow nővér            | Jani Ildikó               | Madarász Éva              |
| Peter Brocco        | Matterson tábornok      | Bálint György             | Komlós András             |
| Mews Small          | Candy                   | Bánsági Ildikó            | Kiss Erika                |
| Saul Zaentz         | Kapitány a tengerparton | Farkas Antal              | Peczkay Endre             |
| Louisa Moritz       | Rose                    | Hacser Józsa              | Riha Zsófi                |
| Lan Fendors         | Itsu nővér              | Málnai Zsuzsa             | ?                         |
| Ken Kenny           | Beans Garfield          | ?                         | ?                         |
| Michael Berryman    | Ellis                   | ?                         | ?                         |

További hangok az 1. magyar változatban: Balázs Péter, Bárány Frigyes, Bozai József, Dunai Tamás, Szigeti András, Velenczey István
További hangok a 2. magyar változatban: Bognár Tamás, F. Nagy Zoltán, Koffler Gizi, Korbuly Péter, Lukácsi József, Móni Ottó, Vizy György

## Díjak és jelölések
BAFTA-díj (1977)
- díj: legjobb film: Michael Douglas és Saul Zaentz
- díj: legjobb rendező: Miloš Forman
- díj: legjobb férfi mellékszereplő: Brad Dourif
- díj: legjobb vágás: Lynzee Klingman, Richard Chew
- díj: legjobb női alakítás: Louise Fletcher
- díj: legjobb férfi alakítás: Jack Nicholson

César-díj (1977)
- jelölés: legjobb idegen nyelvű film: Miloš Forman

Golden Globe-díj (1976)
- díj: legjobb rendező: Miloš Forman
- díj: legjobb filmdráma
- díj: legjobb női alakítás: Louise Fletcher
- díj: legjobb férfi alakítás: Jack Nicholson
- díj: legjobb forgatókönyv: Lawrence Hauben, Bo Goldman
- díj: legjobb színészi debütálás: Brad Dourif

Oscar-díj (1976)
- díj: legjobb film: Saul Zaentz, Michael Douglas
- díj: legjobb rendező: Miloš Forman
- díj: legjobb férfi főszereplő: Jack Nicholson
- díj: legjobb női főszereplő: Louise Fletcher
- díj: legjobb adaptált forgatókönyv: Bo Goldman, Lawrence Hauben
- jelölés: legjobb operatőr: Haskell Wexler, William A. Fraker, Bill Butler
- jelölés: legjobb forgatókönyv: Lawrence Hauben, Bo Goldman
- jelölés: legjobb operatőr: Haskell Wexler, Bill Butler
- jelölés: legjobb férfi mellékszereplő: Brad Dourif
- jelölés: legjobb eredeti filmzene: Jack Nitzsche
- jelölés: legjobb vágás: Richard Chew, Lynzee Klingman, Sheldon Kahn

A filmet az Amerikai Filmintézet (AFI) minden idők 100 legjobb amerikai filmje közé választotta.

## Kapcsolódó szócikk
- Ratched, 2020-ban bemutatott amerikai televíziós sorozat, a film előzménytörténete